# نادرآباد (هرسین)
نادرآباد (هرسین)، روستایی از توابع بخش بیستون شهرستان هرسین در استان کرمانشاه ایران است.

## جمعیت
این روستا در دهستان چمجمال قرار دارد و براساس سرشماری مرکز آمار ایران در سال ۱۳۸۵، جمعیت آن ۳۶۷ نفر (۷۹خانوار) بوده‌است.

## آثار دوران افشار
در روستای نادرآباد بقایایی از استحکامات نظامی به جای مانده‌است که گفته می‌شود توسط نیروهای نادرشاه افشار در هنگام شکست از نیروهای عثمانی بسته شده‌است.